# Ocotea loxensis
Ocotea loxensis är en lagerväxtart som beskrevs av Van der Werff. Ocotea loxensis ingår i släktet Ocotea och familjen lagerväxter. Inga underarter finns listade i Catalogue of Life.